# Elkhorn City
Elkhorn City é uma cidade localizada no estado americano de Kentucky, no Condado de Pike.

## Demografia
Segundo o censo americano de 2000, a sua população era de 1060 habitantes.
Em 2006, foi estimada uma população de 1028, um decréscimo de 32 (-3.0%).

## Geografia
De acordo com o United States Census Bureau tem uma área de
5,2 km², dos quais 5,2 km² cobertos por terra e 0,0 km² cobertos por água. Elkhorn City localiza-se a aproximadamente 303 m acima do nível do mar.

## Localidades na vizinhança
O diagrama seguinte representa as localidades num raio de 24 km ao redor de Elkhorn City.